# Saint-Omer (Passo de Calais)
Saint-Omer é uma comuna francesa na região administrativa dos Altos da França, no departamento de Passo de Calais. 